# Tourny

Tourny este o comună în departamentul Eure, Franța. În 1 ianuarie 2018 avea o populație de 937 de locuitori.